# Mark Haddon
Mark Haddon (Northampton, 26 september 1962) is een Engelse schrijver van romans, jeugdboeken en scenario's. Hij is ook beeldend kunstenaar en illustrator. 
Haddon heeft zijn opleiding gevolgd aan de Uppingham School en het Merton College aan de Universiteit van Oxford. Hij studeerde daar Engels.
In 2003 heeft hij de Whitbread Book of the Year Award gewonnen voor zijn roman The Curious Incident of the Dog in the Night-time (Het wonderbaarlijke voorval met de hond in de nacht), een boek dat een realistisch beeld geeft van hoe het moet zijn om als een autistisch iemand door het leven te gaan, ookal is het nooit specifiek aangegeven of dit ook zo is. In het boek staat dat Christopher (het hoofdpersoon) een kind is met gedragsproblemen. Het boek is een wereldwijde bestseller en won nog minstens vijftien andere prijzen. Het is geschreven vanuit de persoon van Christopher, een jongen met gedragsproblemen. Als Christopher de hond van de buurvrouw vermoord in haar tuin vindt, besluit hij op zoek te gaan naar de dader van deze brute moord. Zijn zoektocht, die tot veel meer dan alleen de dader leidt, schrijft hij op zoals hij hem ervaart: totaal anders dan de gemiddelde mens.
A spot of bother (Een akkefietje) uit 2006 is zijn tweede roman. Het boek vertelt het verhaal van de zevenenvijftigjarige George Hall en zijn familie, kort na zijn pensionering. George ontdekt een eczeemplek op zijn lichaam en beeldt zich in dat het kanker is. Deze hypochondrische vrees knaagt aan zijn gezond verstand en brengt hem en de zijnen - zijn echtgenote Jean, zijn dochter Katie, zijn zoon Jamie en zijn toekomstige schoonzoon Ray -  in vervelende situaties. De lezer bekijkt de gebeurtenissen door de ogen van de verschillende personages, in korte hoofdstukken verteld in de derde persoon. 
In 2005 publiceerde Haddon zijn eerste poëziebundel: The Talking Horse and the Sad Girl and the Village Under the Sea. 

### Kinderboeken
- Gilbert's Gobstopper (1987)
- Toni and the Tomato Soup (1988), in het Nederlands vertaald als: Tonnie tomatensoep
- A Narrow Escape for Princess Sharon (1989)
- Agent Z Meets the Masked Crusader (1993)
- Titch Johnson, Almost World Champion (1993)
- Agent Z Goes Wild (1994)
  - At Home
  - At Playgroup
  - In the Garden
  - On Holiday
- Gridzbi Spudvetch! (1992)
- The Real Porky Philips (1994)
- Agent Z and the Penguin from Mars (1995)
- The Sea of Tranquility (1996)
- Secret Agent Handbook
- Agent Z and the Killer Bananas (2001)
- Ocean Star Express (2001)
- The Ice Bear's Cave (2002)
- The Curious Incident of the Dog in the Night-Time (2003), in het Nederlands vertaald als: Het wonderbaarlijke voorval met de hond in de nacht
- Boom! (An improved version of Gridzbi Spudvetch) (2009), in het Nederlands vertaald als: Boem!, (of 70.000 lichtjaren van huis)

### Boeken voor volwassenen
- The Curious Incident of the Dog in the Night-Time (2003), in het Nederlands vertaald als: Het wonderbaarlijke voorval met de hond in de nacht
- A Spot of Bother (2006), in het Nederlands vertaald als: Een akkefietje
- The Red House (2012), in het Nederlands vertaald als: Het rode huis
- The Pier Falls (2016), in het Nederlands vertaald als: De pier stort in en andere verhalen
- The Porpoise (2019), in het Nederlands vertaald als: De dolfijn
- Social Distance (2020)
- Dogs and Monsters (2024)

### Poëzie
- The Talking Horse and the Sad Girl and the Village Under the Sea 2007

### Toneelstuk
- Polar Bears (2010)